# 佐藤ゆりな
佐藤 ゆりな（さとう ゆりな、1981年2月5日 - ）は、日本の元レースクイーン、元グラビアアイドル。
青森県十和田市出身。かつての所属事務所はアヴィラ。

## 略歴・人物
レースクイーンユニット「R☆D☆5」の2期メンバー。
2011年7月6日、ブログで引退を発表した。
2012年4月に本人のTwitterで結婚を発表。2児に恵まれたのち、2019年頃から広告モデルなどで芸能活動を再開した。
趣味は散歩、寝ること、競馬、料理。特技は書道5段。スポーツはバレーボール、スキーなど。

## 作品

### コンピレーション
- ワイルドに行こう！（2001年7月8日、ケイエスエス、撮影：松田忠雄）ISBN 978-4877095253　Miss JABAN!写真集

### CD
- プレイ/最後のKISS （2008年9月24日、ラインコミュニケーションズ）※給与明細（テレビ東京系列）2008年8月、9月エンディング

### DVD
- CUBE（2001年12月5日、日本メディアサプライ）
- BLOOM～plain（2002年2月21日、日本メディアサプライ）
- ラブ*ホテル 禁断の悦楽空間（2007年3月27日、晋遊舎、ISBN 978-4883806096）
- 秘めごと（2007年9月7日、竹書房）
- 「Mの系譜」美人女子アナ淫ら・被虐の催眠診療（2008年2月7日、アウトビジョン）
- 解放区~Yurina's Island（2008年10月20日、ラインコミュニケーションズ）
- 禁猟区~Yurina's Private（2008年10月20日、ラインコミュニケーションズ）
- 解放区~Yurina's Island Deluxe Version（2008年10月20日、ラインコミュニケーションズ）
- 禁猟区~Yurina's Private Deluxe Version（2008年10月20日、ラインコミュニケーションズ）
- グラドル千本ノック 巨乳軍vs.美乳軍（2008年10月24日、ジェネオン）
- ゆりなのレシピ（2009年1月25日、エアーコントロール）
- ユリナーデ（2009年4月24日、竹書房）
- 続ラブ*ホテル（2009年8月29日、マックス）
- Slave-スレイヴ-（2009年8月29日、マックス）
- 誘惑夢想（2009年11月20日、イーネット・フロンティア）
- さとゆり（2010年2月25日、エアーコントロール）
- 秘密（2010年5月20日、ラインコミュニケーションズ）
- 艶夢想（2010年11月25日、イーネット・フロンティア）

## 出演

### バラエティ
- 夢野家の人々（テレビ朝日）
- エブナイ（2000年10月 - 、フジテレビ）
- e-clber（2001年8月 - 、テレビ東京）
- 番宣女学園（2001年10月 - 、テレビ朝日）
- テレバイダー（2001年8月 - 、東京MXテレビ）
- さんまのSUPERからくりTV（2002年6月 - 、TBS） - アシスタント
- イケチキ!（2002年7月 - 、TBS）
- まるはぎ（2002年7月 - 、テレビ東京）
- あしたのG（2002年12月 - 2003年9月、フジテレビ） - Gガールズ
- アイドル道（2003年4月 - 9月、フジテレビ721）
- 夢情報（2003年6月 - 、テレビ朝日）

#### ゲスト
- 蔵出し（2001年4月、テレビ東京）
- ちゃんネプ（2001年4月、テレビ朝日）
- 走ってこいメロス（2001年5月、TBS）
- GameWave（2001年6月、2002年8月、テレビ東京）
- タモリ倶楽部（2001年9月、テレビ朝日）
- 品庄内閣（2001年10月、TBS）
- 情報MAP（2002年1月、テレビ朝日） - 準レギュラー
- 週刊デジマガ（2002年4月、BSフジ） - 準レギュラー
- タレコミ（2002年4月、2003年6月、テレビ東京）
- 寝ちゃダメ!Fガールズ（2002年8月、SDD）
- らんくる（2002年8月、フジテレビ）
- うるおい宣言!（2002年11月、テレビ朝日）
- ろみひー（2002年12月、中京テレビ） - 準レギュラー
- プラワン インフォないと!（2003年1月、BS日テレ）
- デジ屋台（2003年2月、TBS）
- 秋葉な連中（2003年2月、テレビ東京）
- お厚いのがお好き?（2003年8月、フジテレビ）
- グラビアの美少女（MONDO21）

インターネット放送
- アメリカザリガニのアイドル★チェキ!II（2009年8月3日、GyaOジョッキー） - 共演：水野ちはる
- 折原みかのアバンギャル道（あっ!とおどろく放送局）
- ゲーマーズTV 夜遊び三姉妹（2010年11月、日本テレビ）

### CM
- H.I.S.
- パチンコ・パチスロ・ホール情報誌「でちゃう!」（東海地方）
- コニカ「撮りっきりコニカ WaiWai ワイド」（2002年11月 - ）
- NEC NTT DoCoMo「N251i」（店頭用ビデオ）

### 映画
- 艶恋師（いろこいし）北海道 放浪編（2008年1月26日 - 2月1日、渋谷アップリンク・ファクトリー）

#### コンピレーション
- みんなとあそぼうョ（2003年6月25日、フォーサイド・ドット・コム） - 上杉弘美、パイレーツとのコンピレーション
- アバンギャルド DVD Making Selection （2003年6月25日、さくら堂） - 小倉優子、桜木睦子、石井あや、古谷沙織、緑川のりことのコンピレーション
- C-Girls vol.3（2003年12月25日、イーネットフロンティア） - 深海りえとのコンピレーション

### 携帯サイト
- アイドルがイッパイ（アイパイ）

### イメージガール・レースクイーン
- ワイルドブルーヨコハマキャンペーンガール「Miss JABAN!」（2001年） - 他に小谷美裕、才谷ゆきこ、細野由華
- JLOC ノマド・レースクィーン（2002年3月 - 2003年1月）
- ファイティングガール・ラウンド・フォー（2002年12月18日）
- チームエンドレス エンドレスレディ（2003年3月 - 2004年1月）
- D&Dレースクイーン（2004年5月 - 2005年1月）
- チーム外国屋レースクイーン（2008年）
- アークテック クムホ レーシングクイーン（2009年）

## 書籍

### 写真集
- Y's（2001年6月、ぶんか社、撮影：沢渡朔）ISBN 978-4821123759
- Yurina（2001年11月15日、桜桃書房、撮影：野川イサム）ISBN 978-4756725141
- ラブ*ホテル 禁断の悦楽空間（2007年3月16日、晋遊舎、撮影：佐藤裕之）ISBN 978-4883806294
- 秘めごと（2007年9月7日、竹書房、撮影：西條彰仁）ISBN 978-4812432488